# بالز ماهونی
بالز ماهونی (به انگلیسی: Balls Mahoney؛‏ ۱۱ آوریل ۱۹۷۲ – ۱۲ آوریل ۲۰۱۶) کشتی‌گیر کشتی حرفه‌ای اهل ایالات متحده آمریکا بود.

## درگذشت
ماهونی در ۱۲ آوریل ۲۰۱۶، یک روز بعد از تولد ۴۴ سالگی‌ خود بر اثر حمله قلبی در اسپرینگ لیک هایتس، نیوجرسی درگذشت.